# Alcaliber
Alcaliber es una empresa farmacéutica española con sede en Madrid. Fundada en 1933 por el empresario Juan Abelló Pascual, fue pionera en la creación de derivados opiáceos desde la década de 1930. La empresa fue vendida en 2018 por el hijo del fundador, Juan Abelló Gallo, al fondo británico GHO. 

## Historia
Alcaliber fue fundada en 1933 por el empresario Juan Abelló Pascual, propietario de Laboratorios Abelló, quien pidió autorización para importar opio en bruto, liderando desde ese momento la industria de estupefacientes en España. Los nuevos fármacos se justificaron como un beneficio para la industria química española y en pos de la autonomía terapéutica nacional, que venía a evitar depender de suministros extranjeros. 
Alcaliber tiene el monopolio del cultivo y explotación del opio legal en España. En 2015 fue el mejor ejercicio de su historia por ventas y beneficios, cerrando el 31 de diciembre con un beneficio neto de 9.291.803 euros, un 26,9% más que el año anterior. Sus ventas crecieron un 11,6%, hasta 60.485.589 euros, según sus cuentas anuales. 
Desde 2014 la compañía es líder mundial en la fabricación de morfina, con el 27% de la producción global, y el 18% de tebaína (INCB 2015 – International Narcotics Control Board – Datos producción de 2014).
En 2018 fue adquirida por el fondo de inversión británico GHO por un montante aproximado de 200 millones de euros.  El acuerdo incluye la colaboración de las dos compañías en un nuevo proyecto, la sociedad Linneo Health, de la que el empresario madrileño controlará un 40% de los títulos a través de su vehículo, el Grupo Torreal. El fondo británico GHO controlará el 60% restante. 